# Catriona Le May Doan
Catriona Ann Le May Doan (Saskatoon, 23 de diciembre de 1970) es una deportista canadiense que compitió en patinaje de velocidad sobre hielo, especialista en las pruebas de velocidad. Fue bicampeona olímpica y cinco veces campeona mundial: tres en distancia individual y dos en distancia corta.
Participó en cuatro Juegos Olímpicos de Invierno, entre 1992 y 2002, obteniendo en total tres medallas, oro y bronce en Nagano 1998, en 500 m y 1000 m, y oro en Salt Lake City 2002, en los 500 m.
Ganó siete medallas en el Campeonato Mundial de Patinaje de Velocidad sobre Hielo en Distancia Individual entre 1998 y 2001, y cuatro medallas en el Campeonato Mundial de Patinaje de Velocidad sobre Hielo en Distancia Corta entre 1998 y 2002.

## Trayectoria deportiva
Comenzó a practicar el patinaje de velocidad a la edad de 10 años, y en 1991 disputó sus primeras competiciones internacionales. Entre 1997 y 2002 dominó en las pruebas de velocidad del circuito de la ISU, rompiendo la plusmarca mundial de los 500 m en varias ocasiones, estableciéndola en 37,22 s en 2001.
En los Juegos Olímpicos, sus dos primeras participaciones fueron sin éxito: puesto 14 en Albertville 1992 (500 m) y 17 en Lillehammer 1994 (1500 m). En Nagano 1998 consiguió dos medallas, oro en 500 m y bronce en 1000 m, y nuevamente oro en los 500 m en Salt Lake City 2002. Fue la abanderada de su país en la ceremonias de clausura de los Juegos de Nagano en 1998 y de la inauguración de los Juegos de Salt Lake City 2002.
En 1998 se proclamó campeona en el Mundial de distancia individual (500 m) y en el Mundial de distancia corta. En 1999 y 2001 volvió a ganar el oro en los 500 m del Mundial de distancia individual, y en 2002 el oro en la clasificación general del Mundial de distancia corta. Obtuvo el Trofeo de la Copa del Mundo en cinco ocasiones: cuatro en la distancia de 500 m (1998, 1999, 2001 y 2002) y uno en la de 1000 m (1998), sumando un total de 34 victorias.
En 2002, publicó una autobiografía, Going for Gold. Se retiró de la competición en 2003.
Luego fue comentarista deportiva de la Canadian Broadcasting Corporation durante cinco Juegos Olímpicos.
Trabaja activamente en la comunidad: se encuentra involucrada en organizaciones como The Saskatoon Foundation y Catriona Le May Doan Endowment for Children and Youth; es embajadora de la Asociación de Espina Bífida e Hidrocefalia de Canadá, Right to Play (Derecho a Jugar) y las Olimpiadas Especiales de Canadá.
Formó parte de la Junta Directiva del Comité Organizador de Vancouver cuando la ciudad fue seleccionada para los Juegos Olímpicos de Invierno de 2010 y es miembro de la Junta del Consejo de Juegos de Canadá y del Instituto Canadiense de Deportes de Calgary. Asimismo es presidenta y directora ejecutiva de Sport Calgary.
En noviembre de 2020 se anunció que Le May Doan sería la jefa de misión del equipo canadiense en los Juegos Olímpicos de Invierno de 2022 en Pekín.

## Premios y reconocimientos
En tres ocasiones fue nombrada Atleta Canadiense del Año (1998, 2001 y 2002), y por su exitosa carrera recibió en 2002 el Trofeo Lou Marsh al «Mejor Atleta Canadiense del Año»; en 2005 fue elegida para formar parte del «Salón de la Fama Canadiense», el Salón de la Fama de los Juegos Olímpicos de Canadá en 2008 y condecorada con la insignia de Oficial de la Orden de Canadá.
Recibió títulos honoríficos de la Universidad de Calgary, la Universidad de Saskatchewan y la Universidad de Regina,

## Palmarés internacional
| Juegos Olímpicos                           | Juegos Olímpicos                | Juegos Olímpicos  | Juegos Olímpicos      |
| Año                                        | Lugar                           | Medalla           | Prueba                |
| ------------------------------------------ | ------------------------------- | ----------------- | --------------------- |
| 1998                                       | Nagano (Japón)                  | Medalla de oro    | 500 m                 |
| 1998                                       | Nagano (Japón)                  | Medalla de bronce | 1000 m                |
| 2002                                       | Salt Lake City (Estados Unidos) | Medalla de oro    | 500 m                 |
| Campeonato Mundial en Distancia Individual |                                 |                   |                       |
| Año                                        | Lugar                           | Medalla           | Prueba                |
| 1998                                       | Calgary (Canadá)                | Medalla de oro    | 500 m                 |
| 1998                                       | Calgary (Canadá)                | Medalla de plata  | 1000 m                |
| 1999                                       | Heerenveen (Países Bajos)       | Medalla de oro    | 500 m                 |
| 1999                                       | Heerenveen (Países Bajos)       | Medalla de bronce | 1000 m                |
| 2000                                       | Nagano (Japón)                  | Medalla de bronce | 500 m                 |
| 2001                                       | Salt Lake City (Estados Unidos) | Medalla de oro    | 500 m                 |
| 2001                                       | Salt Lake City (Estados Unidos) | Medalla de bronce | 1000 m                |
| Campeonato Mundial en Distancia Corta      |                                 |                   |                       |
| Año                                        | Lugar                           | Medalla           | Prueba                |
| 1998                                       | Berlín (Alemania)               | Medalla de oro    | Clasificación general |
| 1999                                       | Calgary (Canadá)                | Medalla de plata  | Clasificación general |
| 2001                                       | Inzell (Alemania)               | Medalla de bronce | Clasificación general |
| 2002                                       | Hamar (Noruega)                 | Medalla de oro    | Clasificación general |